# 1771 en arts plastiques
| Années des arts plastiques : 1768 - 1769 - 1770 - 1771 - 1772 - 1773 - 1774    |
| Décennies des arts plastiques : 1740 - 1750 - 1760 - 1770 - 1780 - 1790 - 1800 |

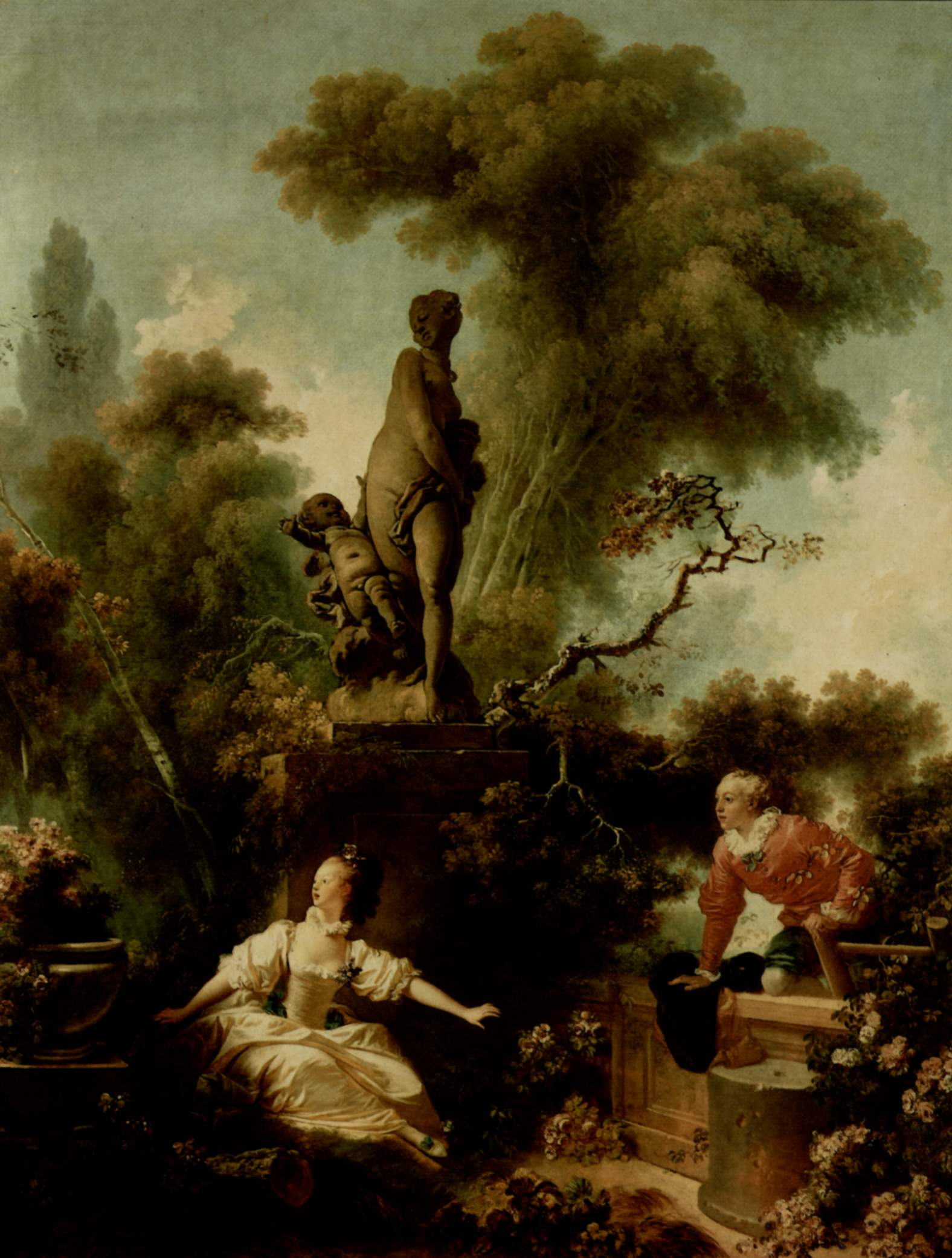
L'échelle, de Fragonard.

Cette page concerne l'année 1771 en arts plastiques.

## Œuvres
- Le Sacrifice à Pan, huile sur toile de Francisco de Goya.
- 1771-1774 : Huida a Egipto, eau-forte de Francisco de Goya.

## Naissances
- 22 février : Vincenzo Camuccini, peintre et lithographe italien  († 2 septembre 1844),
- 16 mars : Antoine-Jean Gros, peintre français († 25 juin 1835),
- 1er juin : Nicolas Sébastien Maillot, peintre français, plus connu pour son activité de restaurateur de tableaux († 1856),
- 6 août : William Young Ottley, collectionneur et historien de l'art britannique († 26 mai 1836),
- 6 novembre : Jovan Pačić, officier, poète, écrivain, traducteur, illustrateur et peintre serbe († 4 décembre 1849),
- 18 novembre : Jean Henry Marlet, peintre et graveur français († 1847),
- 28 novembre : Jakob Samuel Weibel, petit maître suisse, peintre et graveur († 24 novembre 1846),
- 6 décembre : Jacques-Nicolas Paillot de Montabert, peintre français († 1849),
- ? : Giuseppe Borsato, peintre italien († 15 octobre 1849).

## Décès
- 20 mars : Louis-Michel van Loo, peintre français  (° 2 mars 1707),
- 14 avril : Laurent Cars, graveur et peintre français († 28 mai 1699),
- 19 octobre : Giovanni Conca, peintre italien (° vers 1690),
- ? : Giovanni Battista Cimaroli, peintre italien du baroque tardif (° décembre 1687).